# Relacions entre el Kazakhstan i Singapur
Les relacions entre el Kazakhstan i Singapur tenen lloc des del 30 de març de 1993, sent positives entre els governs i governants. El Kazakhstan veu a Singapur com un país amb el qual tindre negocis i què imitar per les seues afinitats autoritàries.

## Relacions diplomàtiques
Ja el 1991 el president del Kazakhstan Nursultan Abixulí Nazarbàiev va convidar l'aleshores president de Singapur, Lee Kuan Yew. Aquests dos presidents van cultivar una amistat que arribà al punt de ser bastant estreta.
A partir d'aquestes relacions, s'han aconseguit distints acords, destacant els enllaços entre l'Escola Professional de Funcionaris de Singapur i l'Escola de Polítiques Públiques Lee Kuan Yew amb l'Acadèmia de l'Administració Pública del Kazakhstan i la Universitat Nazarbàiev, les quals són les corresponents institucions d'un país amb l'altre.
El 30 de març de 2018 es compliren 25 anys de relacions diplomàtiques entre els dos estats. Durant eixe temps els dos països s'han dedicat a negociar un possible acord de lliure comerç entre Singapur i la Unió Econòmica Eurasiàtica. Aquest acord fou aconseguit eixe mateix any.
El 21 de novembre d'eixe any signaren un Tractat Bilateral d'Inversions que evitaria discriminacions que sí patirien estats fora d'aquesta mena de tractats. Aquest tractat es signà al Fòrum de Negocis Kazakhstan-Singapur, junt a altres 12 tractats per col·laborar en àrees com l'alimentació, l'educació i les tecnologies de la informació.

## Relacions econòmiques
Pel 2016, les inversions provinents del Kazakhstan a Singapur eren de 2,5 milions de milions de dòlars americans, tenint una concentració especial en el sector financer i de segurs. Quant a l'altra direcció, Singapur invertí 180 milions de dòlars americans al Kazakhstan.
El valor de les transaccions de serveis del 2016 entre els països fou de 40 milions de dòlars americans.
El 2017, el valor de les transaccions de béns entre els països fou d'un valor de 133,6 milions de dòlars americans: 110,7 milions de dòlars americans de les importacions a Singapur des del Kazakhstan.
El juny de 2018 una consulta d'enginyeria de Singapur Meinhardt va revisar els sistemes del Projecte LRT Astana.
Una notícia del 2018 comentà destacant que la consulta de Singapur en assumptes d'infraestructures i urbanisme va treballar en projectes al Kazakhstan, com el desenvolupament d'un clúster industrial especialitzat en la petroquímica.